# Wiechlina alpejska
Wiechlina alpejska, wyklina alpejska (Poa alpina L.) – gatunek rośliny z rodziny wiechlinowatych (Poaceae). Występuje na półkuli północnej w Europie, Azji, Ameryce Północnej (po środkowy Meksyk na południu) i północno-zachodniej Afryce (w Maroku). Na północy sięga po obszaru okołobiegunowe. W Polsce występuje tylko w wyższych partiach Karpat.

## Morfologia

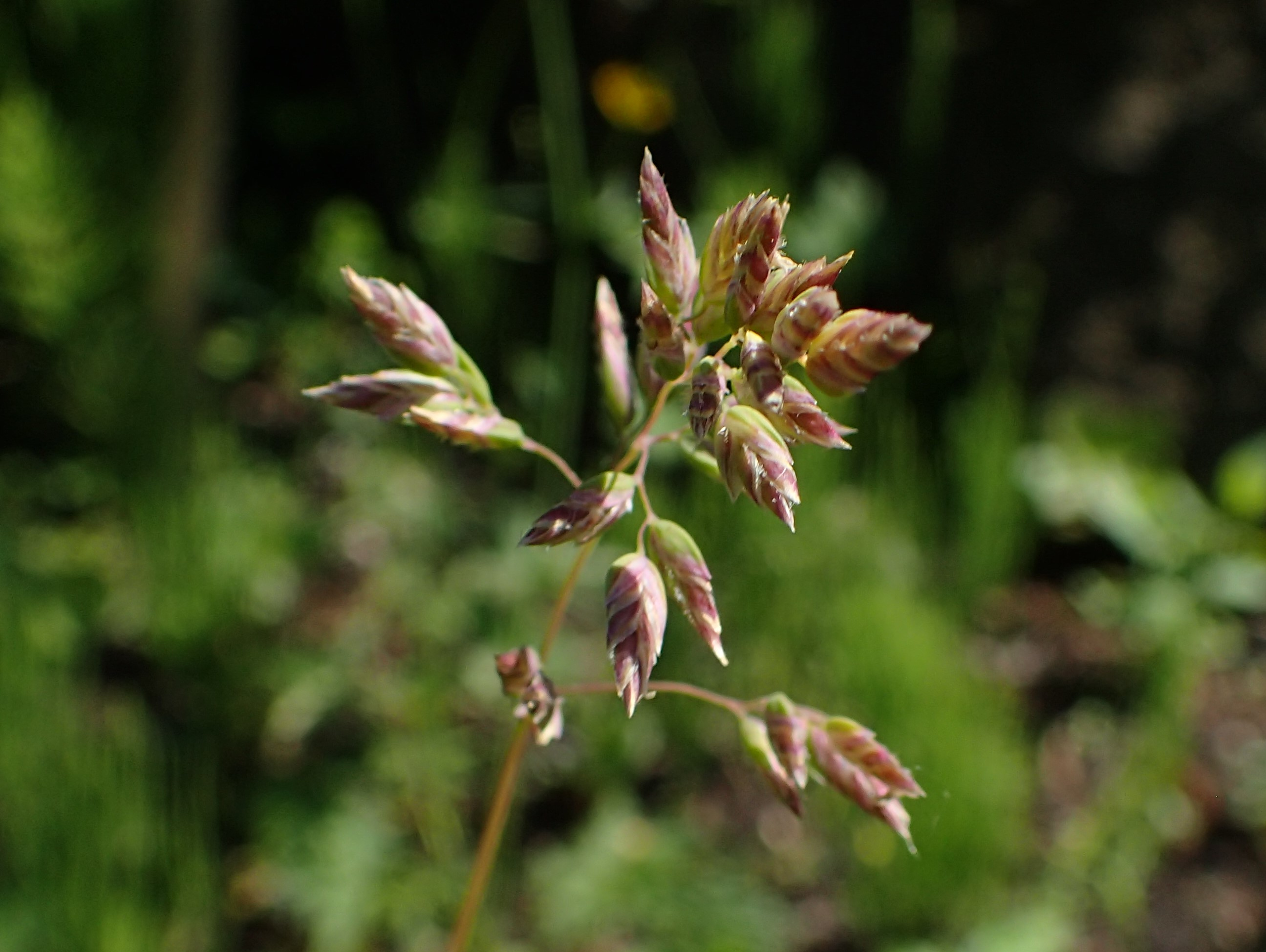
Kwiatostan

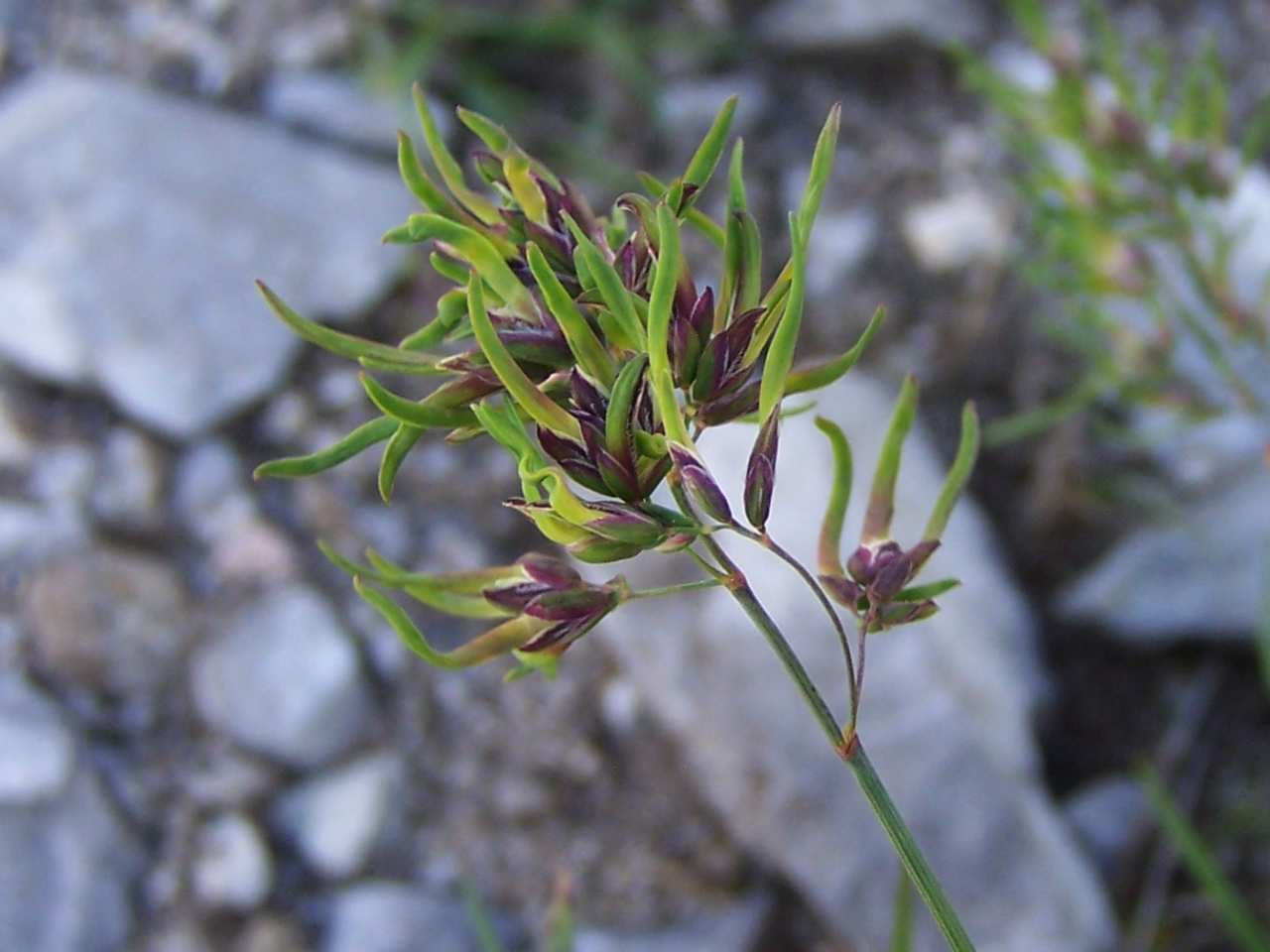
Kwiatostan z rozmnóżkami u formy żyworodnej

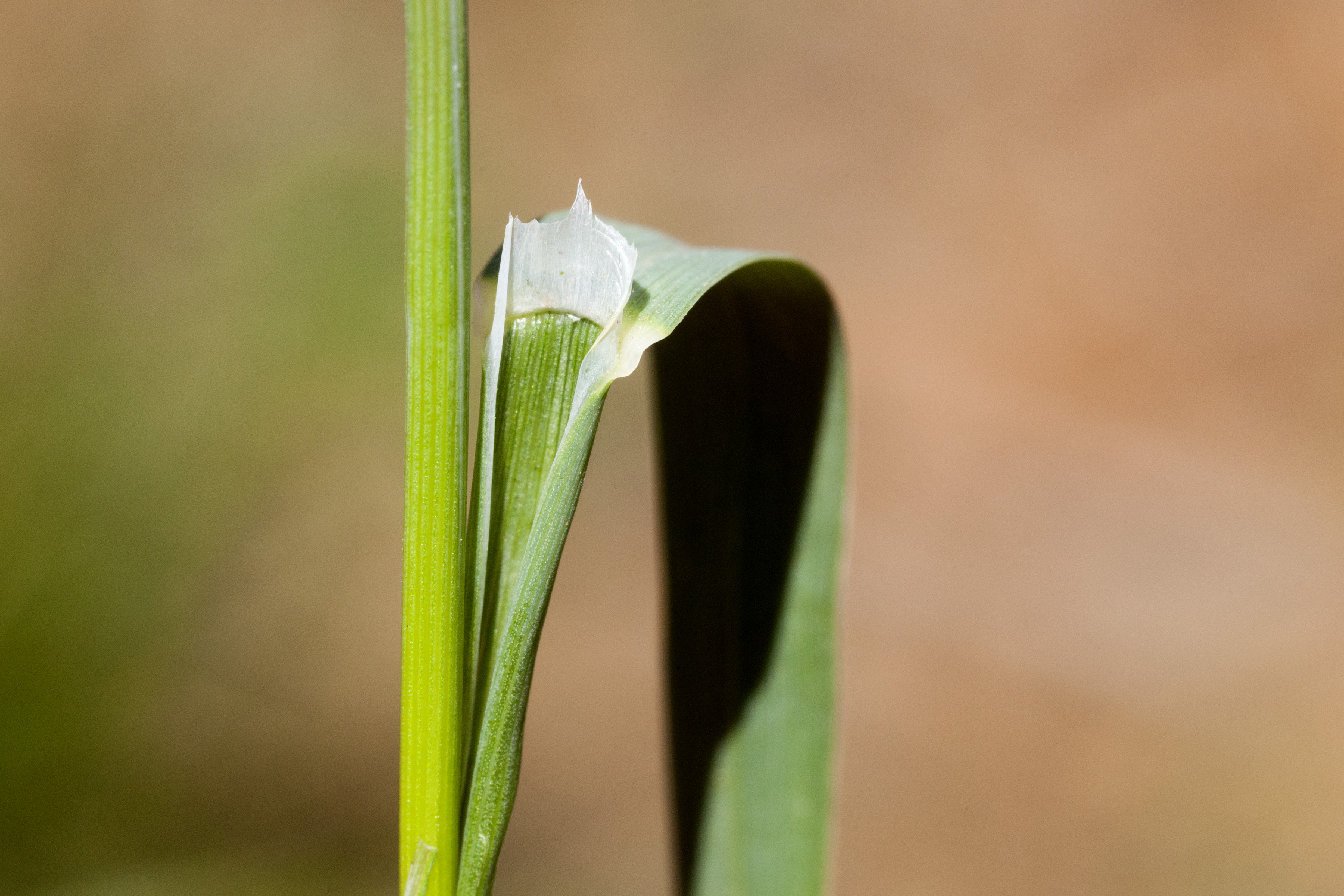
Nasada blaszki

PokrójRoślina wieloletnia tworząca gęste kępy.
ŁodygaJej źdźbła mają różną wysokość, w zależności od warunków życiowych. W dobrych warunkach mogą osiągać nawet 50 cm wysokości. W dolnej części chronione są przez grube okrywy pochew liściowych.
LiścieUlistnienie naprzemianległe. Liście żywozielone, równowąskie, całobrzegie. Pochwa obejmująca źdźbło sięga aż do kolanka. U dolnych liści języczek bardzo mały, u górnych większy (do 2 mm) i przeważnie ostry.
KwiatyZebrane w rozpierzchłą wiechę. Szerokojajowate kłoski mają długość do 9 mm, składają się z 5–10 kwiatów i są brunatno lub fiołkowo nabiegłe. Obydwie plewy są ostre i mają zgiętą linię grzbietową. Są 3-nerwowe, przy czym nerwy plewki dolnej są na części jej długości, lub na całej długości srebrzyście owłosione.
OwocZiarniak. Forma żyworodna nie wytwarza ani kwiatów, ani owoców.

## Biologia i ekologia

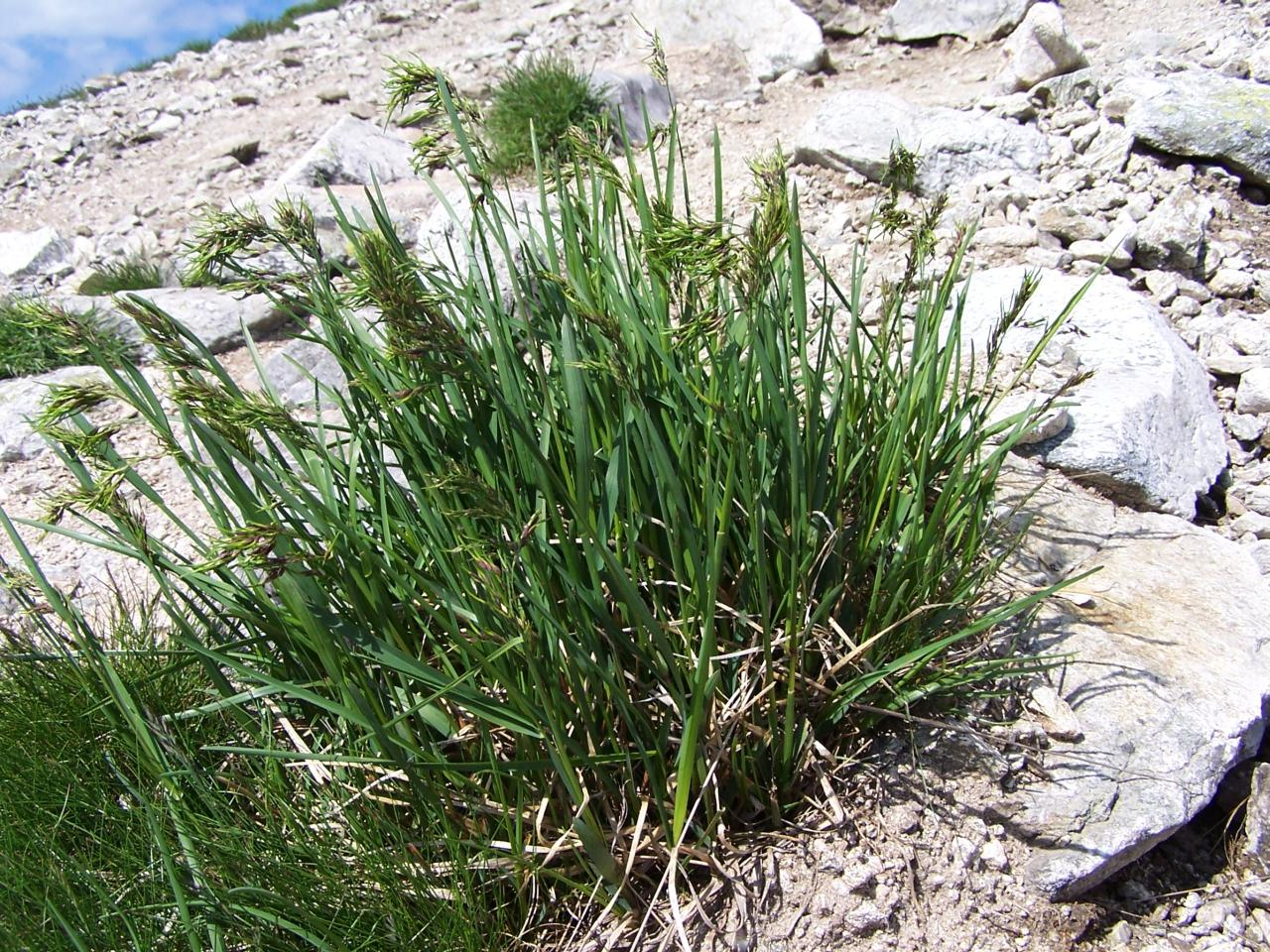
Forma żyworodna w Tatrach

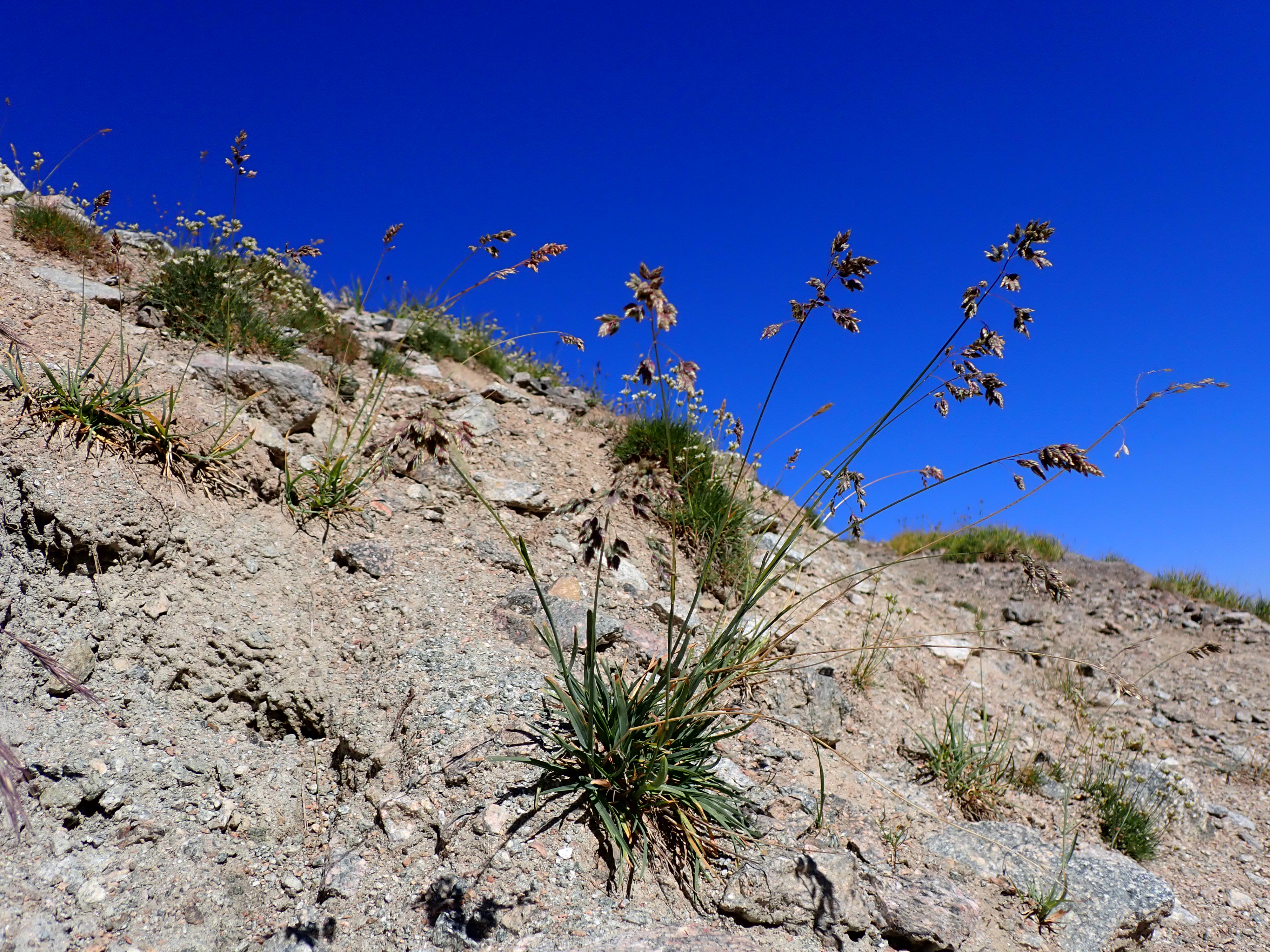
Forma typowa w amerykańskich Kordylierach

RozwójBylina, hemikryptofit. Posiada żyworodną formę Poa alpina vivipara. Wysoko w górach występuje właśnie ta forma. Nie wytwarza ona kwiatów ani owoców, zamiast nich w kłoskach powstają rozmnóżki. Rozmnóżki te to maleńki pęd z 2-3 listkami. Pod wpływem ciężaru rozmnóżek źdźbła wiechliny wyginają się łukowato aż do ziemi, a rozmnóżki zakorzeniają się w niej. Mogą też być przenoszone np. przez wodę. Jest to rozmnażanie wegetatywne, będące przystosowaniem do życia w surowych wysokogórskich warunkach.
SiedliskoWystępuje na halach, przy ścieżkach, nad potokami, w ziołoroślach, wśród kosówki, wśród skał, na piargach. W Tatrach jest rośliną dość pospolitą. Roślina górska. Jej pionowy zasięg jest bardzo duży – od podtatrzańskich pól uprawnych aż po najwyższe szczyty. Nie ma wymagań co do podłoża, rośnie zarówno na wapieniu, jak i na granicie.
FitosocjologiaGatunek charakterystyczny dla Ass. Festuco pratensis-Plantaginetum.

## Zastosowanie
- Bywa czasami uprawiana jako roślina ozdobna.
- Uprawiana na łąkach jest bardzo cenną rośliną pastewną.